# Bernhard Rust
Bernhard Rust (ur. 30 września 1883 w Hanowerze, zm. 8 maja 1945 w Berend k. Nübel) – polityk niemiecki.
W 1909–1930 radca akademicki w Hanowerze. W 1922 wstąpił do NSDAP. W latach 1925–1940 pełnił funkcję gauleitera Hanoweru, a od 1928 także Brunszwiku Południowego. W 1933 został komisarzem Rzeszy w pruskim Ministerstwie Kultury, a od 1934 ministrem Rzeszy (i zarazem Prus) ds. Nauki, Wychowania i Oświaty. Z powodu swojego sposobu kierowania urzędem często krytykowany i atakowany; był także przedmiotem żartów społeczeństwa.
Był zwolennikiem podporządkowania całego niemieckiego szkolnictwa hitlerowskiej ideologii.
W maju 1945 na wieść o niemieckiej kapitulacji popełnił samobójstwo.